# Nouadhibou

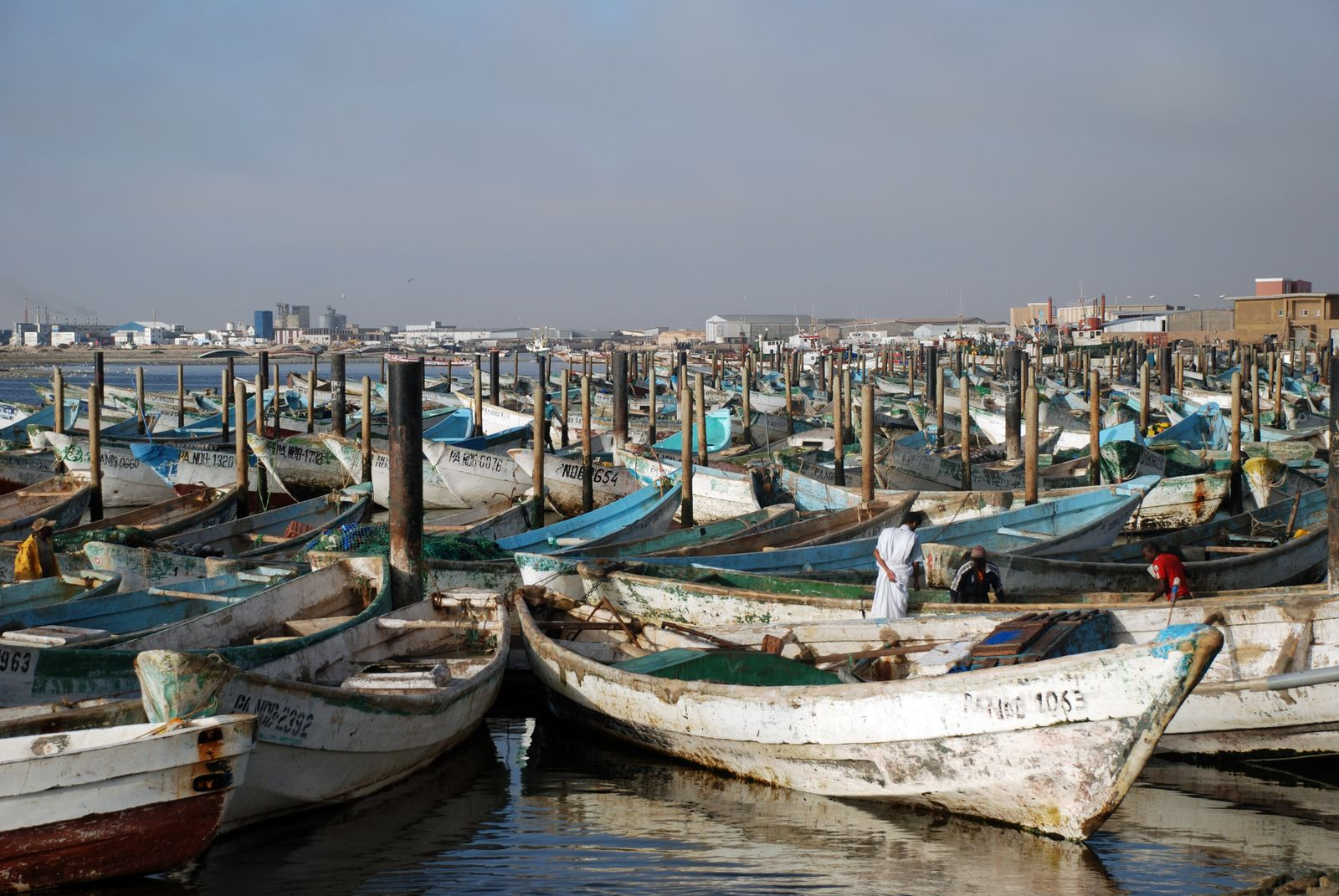
Port pesquer de Nouadhibou

Nouadhibou (en àrab نواذيبو; anomenada Port Étienne a l'època de la colonització francesa) és la segona ciutat més important de Mauritània, que té uns 100.000 habitants (2005).

## Economia
L'activitat econòmica principal és la pesca. A partir de 1964, quan es va finalitzar la construcció d'un moll i un ferrocarril de 674 km fins als jaciments miners de Zouîrât i Fdérik, la indústria més important és el processament del mineral de ferro transportat per ferrocarril des de les mines.
L'any 2017 s'hi va inaugurar l'hospital més gran de la regió.
La ciutat també compta amb l'aeroport internacional de Nouadhibou, que té vols regulars amb la capital, Nouakchott, així com amb Casablanca, Gran Canària o la ciutat mauritana de Zouîrât.

## Clima
El clima de Nouadhibou és desèrtic d'acord amb la classificació de Köppen. Gairebé no hi ha cap tipus de precipitació al llarg de l'any, de manera que la mitjana de pluviositat és de 18 mil·límetres l'any. Tot i l'aridesa del clima, les temperatures no hi són tan extremes gràcies a la influència del mar. La temperatura mitjana anual és de 21,7 °C.